# Walerij Matwijenko
Walerij Władimirowicz Matwijenko (ur. 18 kwietnia 1978) – kazachski zapaśnik walczący w stylu klasycznym. Zajął siódme miejsce igrzyskach azjatyckich w 1998. Piąty na mistrzostwach Azji w 1999. Brązowy medalista na igrzyskach centralnej Azji w 1999. Trzeci na MŚ juniorów w 1996. Mistrz Azji juniorów w 1998. Mistrz świata kadetów w 1994 roku.